# 1985 ve filmu

## Československé filmy
- Jako jed (režie: Vít Olmer)
- Skalpel, prosím (režie: Jiří Svoboda)
- Veronika (režie: Otakar Vávra)
- Vesničko má středisková (režie: Jiří Menzel)

## Zahraniční filmy
- Elle a passé tant d'heures sous les sunlights (režie: Philippe Garrel)
- Návrat do budoucnosti (režie: Robert Zemeckis)
- Noční můra v Elm Street 2: Freddyho pomsta (režie: Jack Sholder)
- Pátek třináctého 5 (režie: Danny Steinmann)
- Policejní akademie 2: První nasazení (režie: Jerry Paris)
- Šílený Max a Dóm hromu (režie: George Miller)
- Tucet špinavců: Druhá mise (režie: Andrew V. McLaglen)